# Herschweiler-Pettersheim
Herschweiler-Pettersheim é um município da Alemanha localizado no distrito de Kusel, estado da Renânia-Palatinado.
Pertence ao Verbandsgemeinde de Glan-Münchweiler.